# Новые Томешты
Новые Томешты (рум. Tomeștii Noi, Томештий Ной) — село в Глодянском районе Молдавии. Наряду с сёлами Балатина, Старые Клокочены, Липовец и Старые Томешты входит в состав коммуны Балатина.

## История
27 февраля 1968 года село Новые Томешты объединено с селом Болотино.
Постановлением правительства Республики Молдова № 882 от 22.01.1992 село Новые Томешты восстановлено.

## География
Село расположено на высоте 67 метров над уровнем моря.

## Население
По данным переписи населения 2004 года, в селе Новые Томешты проживает 728 человек (353 мужчины, 375 женщин).
Этнический состав села:
| Национальность | Число жителей | Процентный состав |
| -------------- | ------------- | ----------------- |
| молдаване      | 718           | 98.63             |
| украинцы       | 6             | 0.82              |
| русские        | 3             | 0.41              |
| румыны         | 1             | 0.14              |
| Всего          | 728           | 100%              |